# Sebastian Rodger
Pour les articles homonymes, voir Rodger.
Sebastian William Gregory "Seb" Rodger (né le 29 juin 1991 à Brighton en Angleterre) est un athlète britannique, spécialiste du 400 mètres haies. 

## Biographie

### Palmarès
| Date | Compétition                   | Lieu    | Résultat | Épreuve     | Performance  |
| ---- | ----------------------------- | ------- | -------- | ----------- | ------------ |
| 2010 | Championnats du monde juniors | Moncton | 3e       | 4 × 400 m   | 3 min 6 s 49 |
| 2013 | Championnats d'Europe espoirs | Tampere | 2e       | 400 m haies | 49 s 19      |

### Records
| Épreuve     | Performance | Lieu    | Date            |
| ----------- | ----------- | ------- | --------------- |
| 400 m haies | 49 s 19     | Tampere | 13 juillet 2013 |